# Ren and Stimpy Adult Party Cartoon
Ren and Stimpy Adult Party Cartoon, anche noto come Ren and Stimpy: The Lost Episodes, è una serie televisiva animata statunitense del 2003, creata e diretta da John Kricfalusi.
La serie è stata sviluppata come spin-off "estremo" di The Ren & Stimpy Show, serie animata andata in onda precedentemente su Nickelodeon, ed è nota per essere significativamente più volgare e inappropriata rispetto alla serie originale. La serie è stata bruscamente rimossa dalla rete dopo soli tre episodi a causa dell'accoglienza negativa sia da parte dei fan che dalla critica.
La serie è stata trasmessa per la prima volta negli Stati Uniti su Spike TV dal 26 giugno 2003 all'agosto 2004, per un totale di 6 episodi ripartiti su una (e unica) stagione. In Italia, la serie è stata trasmessa su Fox dal 28 dicembre 2004 al 25 gennaio 2005.

## Episodi
| Stagione       | Episodi | Prima TV USA | Prima TV Italia |
| -------------- | ------- | ------------ | --------------- |
| Prima stagione | 6       | 2003-2006    | 2004-2005       |

## Personaggi e doppiatori

### Personaggi principali
- Ren, voce originale di John Kricfalusi, italiana di Corrado Conforti.
- Stimpy, voce originale di Eric Bauza, italiana di Luigi Ferraro.

### Personaggi ricorrenti
- Dott. Mr. Horse, voce originale di John Kricfalusi.
- Capo pompiere, voce originale di Ralph Bakshi.

## Produzione
La serie originale The Ren & Stimpy Show è stata presentata in anteprima insieme a I Rugrats e Doug come uno dei primi cartoni animati originali di Nicktoons su Nickelodeon nel 1991. Il creatore John Kricfalusi ha avuto diversi alterchi con la rete, culminati infine con la sua rottura dal network. Nel 2002, Viacom (che possiede Nickelodeon) ha deciso di contattarlo per produrre una nuova versione "estrema" e aggiornata della sua serie animata per Spike TV, rete dedicata alla programmazione per il pubblico maschile. TNN ha affidato a Kricfalusi un maggiore controllo sulla sceneggiatura e sui contenuti degli episodi e ha prodotto sei nuove vignette destinate ad un pubblico adulto. Nella nuova versione, alcuni dei principali artisti storyboard, sceneggiatori e animatori della serie originale come Vincent Waller, Eddie Fitzgerald e Jim Smith hanno lavorato assieme ad un nuovo team di artisti, specificamente istruiti e guidati dallo stesso Kricfalusi. In modo simile alla serie originale, Kricfalusi ha avuto problemi nel rispettare le scadenze di produzione, con solo tre dei nove episodi ordinati dalla rete che sono stati completati in tempo.
La serie è stata trasmessa dal giugno 2003 come parte di un blocco di animazione che includeva Gary the Rat, Stripperella e gli episodi rimasterizzati digitalmente della serie originale di The Ren & Stimpy Show, sottotitolati "Digitally Remastered Classics". Kricfalusi ha scritto il primo episodio Onward and Upward basandosi sulle richieste dei fan dell'era di Nickelodeon. Durante la trasmissione, gli inserzionisti si sono opposti ad alcuni dei contenuti della nuova serie, in particolare quello dell'episodio Altruisti. Parte 1, che non è stato trasmesso negli Stati Uniti causando problemi con la programmazione. Ren and Stimpy: Adult Party Cartoon è stato cancellato dopo tre episodi, quando il blocco di animazione di TNN è stato "messo in attesa". Gli episodi rimanenti dovevano riprendere la loro trasmissione nell'agosto 2004 insieme al debutto della nuova serie animata Immigrants, tuttavia entrambe le serie sono state ritirate e mai più trasmesse. Poco dopo, Kricfalusi ha deciso di chiudere Spümcø a seguito di una causa intentata da Carbunkle per non aver pagato lo studio di animazione per i loro servizi. Nel 2005, ha annunciato che tutti i cartoni animati di Adult Party Cartoon completamente prodotti sarebbero stati pubblicati in DVD. Il DVD è stato pubblicato il 18 luglio 2006.